# Hawk Squat
Hawk Squat — студійний альбом американського блюзового музиканта Дж. Б. Гатто & His Hawks, що вийшов 1969 року на лейблі Delmark. 2014 року альбом був включений до Зали слави блюзу.

## Історія альбому

### Створення
До моменту створення цього альбому Дж. Б. Гатто зі своїм гуртом the Hawks грав тричі на тиждень у барі Turner's Blue Lounge в Чикаго. Дж. Б. Гатто вже розмовляв з Пітом Велдінгом щодо запису на його лейблі Testament. Гатто підписав контракт з лейблом Vanguard терміном на два роки. Після того як його контракт закінчився, Delmark підписав артиста і записав сесію («Hip-Shakin») 17 грудня 1966 в клубі Mother Blues, Чикаго. Після цього Дік Вотермен запросив гурту на короткі гастролі в Каліфорнію, який був музично успішним, однак був припинений через те, що ударник Френк Кіркленд захворів на туберкульоз. Після повернення до складу Кіркленда невдовзі сам Гатто захворів на пневмонію. Навесні 1968 року Delmark знову повернув the Hawks у студію для сесій, з матеріалу яких складається цей альбом. Через перерву після першої сесії, склад гурту Гатто зазнав багатьох змін.
Стиль співу Гатто дещо втратив свою грубість, однак не силу. Він переїхав у передмістя Чикаго в Гарві, Іллінойс, де купив будинок і більше не мав інтересу їздити до бару Turner's і зрештою відмовився від роботи. Однак за рік до цих записів, він проводив репетиції з багатьма сесійними музикантами, що грали в різних клубах міста.

### Запис

Дж. Б. Гатто в клубі Mother Blues, Чикаго, 1966

Дж. Б. Гатто на цьому альбомі співає і грає на слайд-гітарі. Для участі був запрошений відомий блюзовий піаніст Санніленд Слім, однак він також грає на органі (Слім п'ять років тому переключився на орган, і на цих записах він переважно грає на цьому інструменті). Серед інших сесійних музикантів ветерани блюзової сцени, окрім джазового саксофоніста Моріса Макінтайра, який записувався на Delmark для джазової серії з Роско Мітчеллом і Річардом Абрамсом. Гітарист Лі Джексон більше відомий своїми записами як соліст на лейблі Cobra; на той час він грав в барі Turner's і давно товаришував з Дж. Б. Басист Дейв Маєрс грав з багатьма блюзовими музикантами від Хауліна Вульфа до Джуніора Веллса, записувся переважно для місцевих лейблів і взяв участь у записі Look on Yonder's Wall Артура Крудапа (Delmark, 614); басист Джуніор Петтіс — один з сильних молодих музикантів; ударник Френк Кіркленд грав з Дж. Б. упродовж декількох років, а перед цим працював з Альбертом Кінгом, Бо Діддлі, Літтлом Волтером та Біг Шейкі Волтером Гортоном.
Одна пісня Гатто «Hip-Shakin» була записана інженером Леоном Келертом у клубі Mother Blues у 1966 році, а інші під час двох сесій у 1968 році в студіях Sound Studios (інженер Рон Пікап) і Ter-Mar Studios (інженер Малколм Кісголм) в Чикаго. Часто зазначається, що альбом вийшов 1968 року, однак журнал «Blues Unlimited» вказує, що випуск був відкладений на 1969 рік. Це перший альбом артиста, на момент випуску йому було 42 роки.
Альбом містить 12 пісень і усі вони були написані Гатто. Включає відому пісню Гатто «Hip-Shakin'», заголовну «Hawk Squat» та дещо грубі інтерпретації «20% Alcohol» і «Notoriety Woman».

### Реакція критиків
Оглядач AllMusic Білл Даль поставив альбому Hawk Squat оцінку 4.5 з 5. Дмитро Казанцев з Blues.ru в своєму огляді поставив альбому оцінку 4 з 5, написавши «Голос Гатто пронизливий і кричущий, але приємний, місцями, кумедний. Його гра на слайд-гітарі рвана і гостра — звучить досить яскраво і зухвало. Цей альбом просто необхідний для любителів Чикаго-стилю.».

## Визнання
2014 року альбом Hawk Squat Дж. Б. Гатто (Delmark, 1969) був включений до Зали слави блюзу в категорії «Класичний блюзовий запис — альбом».

## Список композицій
Автор музики і слів Дж. Б. Гатто. 
| Сторона А | Сторона А                                             | Сторона А  |
| #         | Назва                                                 | Тривалість |
| --------- | ----------------------------------------------------- | ---------- |
| 1.        | «Speak My Mind»                                       | 2:13       |
| 2.        | «If You Change Your Mind»                             | 3:13       |
| 3.        | «Too Much Pride»                                      | 3:49       |
| 4.        | «What Can You Get Outside That You Can't Get at Home» | 3:24       |
| 5.        | «The Same Mistake Twice»                              | 3:27       |
| 6.        | «20% Alcohol»                                         | 3:25       |

| Сторона В | Сторона В             | Сторона В  |
| #         | Назва                 | Тривалість |
| --------- | --------------------- | ---------- |
| 1.        | «Hip Shakin'»         | 2:21       |
| 2.        | «The Feeling Is Gone» | 3:17       |
| 3.        | «Notoriety Woman»     | 3:54       |
| 4.        | «Too Late»            | 3:13       |
| 5.        | «Send Her Home to Me» | 3:01       |
| 6.        | «Hawk Squat»          | 4:44       |

## Учасники запису
- Дж. Б. Гатто — вокал, гітара
- Санніленд Слім — фортепіано, орган
- Лі Джексон (А1, А4, А6, В2, В4), Герман Гесселл (В1) — гітара
- Джуніор Петтіс (А1, А4, А6, В2, В4), Дейв Маєрс (А2, А3, А5, В3, В5, В6) — бас-гітара
- Френк Кіркленд — ударні
- Моріс Макінтайр — тенор-саксофон (А2, А3, А5, В3, В5, В6)

Технічний персонал
- Роберт Кестер — продюсер
- Леон Келерт, Рон Рікап, Малколм Кісголм — інженер
- Збігнев Ястшебський — дизайн обкладинки